# اردشیر سوم (شاه پارس)
اردشیر سوم در سده دوم میلادی شاه پارس، یک دولت خراجگزار شاهنشاهی اشکانی، بود. او فرزند و جانشین منوچهر یکم بود.